# Římskokatolická farnost Šitbořice
Římskokatolická farnost Šitbořice je územní společenství římských katolíků v rámci hustopečského děkanství brněnské diecéze s farním kostelem svatého Mikuláše.

## Historie farnosti
Původní kostel sv. Mikuláše byl v Šitbořicích postaven již před rokem 1255 a jeho zakladatel není známý. V roce 1645 byl kostel vypálen, společně s celou vesnicí. Kostel byl následně přestavěn v roce 1669 v barokním slohu.
Koncem 19. století už kostel kapacitně nedostačoval a začaly tak přípravy na stavbu nového kostela, který byl postaven na stejném místě jako kostel starý. Nový kostel byl vysvěcen 28. září 1913.

## Duchovenstvo

### Duchovní správci
Od roku 2001 zde působí R. D. Mgr. Jiří Topenčík – nejprve jako administrátor, od 1. října 2010 jako farář.

### Kněží - rodáci
- P. Jan Konečný (1859 – 1945)
- P. Jan Evžen Konečný (1914 – 1962)
- P. Jakub Navrátil, SDB (1910 – 1995)
- Mons. Josef Stejskal (21. 1. 1922 - 26. 1. 2014, působil v litoměřické diecézi)
- P. Vladimír Stejskal (9. 10. 1923 - 25. 6. 2006, bratranec Josefa Stejskala)
- P. Matěj Ludvík Urbánek (1913 – 1961)
- P. Juvenál Antonín Valíček, OFMCap. (1919 – 2001)
- P. Vilém Viktorin (1892 – 1981)

## Bohoslužby
| Kostel           | Místo     | Bohoslužba (den)                         | Hodina                                                        | Poznámka     |
| ---------------- | --------- | ---------------------------------------- | ------------------------------------------------------------- | ------------ |
| svatého Mikuláše | Šitbořice | neděle úterý středa čtvrtek pátek sobota | 7.30,10.30 7:00 17:30 (pro děti) 7:00 18ː30 (pro mládež) 7:00 | Farní kostel |

Uvedené časy bohoslužeb ve všední dny platí mimo advent.

## Aktivity farnosti
Advent
1. Svěcení adventních věnců
2. Roráty - každý den kromě neděle v 6:00[2]
3. Putování sochy Panny Marie po rodinách
4. Mikulášská nadílka

Vánoce
1. Roznášení betlémského světla
2. Živý Betlém
3. Půlnoční adorace a novoroční přípitek
4. Tříkrálová sbírka (V roce 2014 se při ní vybralo 76 753 korun, tedy 39,40 korun na jednoho obyvatele) [3], v roce 2015 pak 86 041 korun. [4]Při sbírce v roce 2016 činil výtěžek 94 205 korun[5]

1. Vánoční koncerty

Postní doba
1. Udělování popelce
2. Křížové cesty, včetně křížové cesty po vesnici

Velikonoce
1. Celonoční adorace v noci na Velký pátek
2. Ranní modlitba breviáře
3. Žehnání pokrmů
4. Prohlídka kostela

Ostatní
1. Farní den
2. Různorodá společenství
3. Táboráky pro děti
4. Stavění máje
5. První svaté přijímání

a další
Od adventu 2017 se ve farnosti konají pravidelné páteční prosby za uzdravení vztahů v obci, pomoc při vzájemném odpouštění a pokoj a dobro v rodinách.